# لوئیس مارتینس (بوکسور)
لوئیس مارتینس (اسپانیایی: Luis Martínez‎؛ زادهٔ ۲۶ مهٔ ۱۹۵۵) بوکسور اهل کوبا بود.